# Госплодопитомник (Волгоградская область)
Госплодопитомник — посёлок в Новониколаевском районе Волгоградской области. Входит в состав Новониколаевского городского поселения.

## История
В соответствии с Законом Волгоградской области от 22 декабря 2004 года  № 975-ОД «Об установлении границ и наделении статусом Новониколаевского района и муниципальных образований в его составе» , посёлок вошёл в состав образованного Новониколаевского городского поселения. 

## География
Расположен в северо-западной части региона, в степной зоне, в пределах Хопёрско-Бузулукской равнины, рядом с урочищем Косарка. 

## Население
| 2010 |
| ---- |
| 3    |

## Инфраструктура
Личное подсобное хозяйство.

## Транспорт
Юго-западнее посёлка проходит автомобильная дорога федерального значения Р-22.